# Karel Meulemans
Karel Meulemans (Retie, 3 februari 1934) is een Belgische duivenmelker.

## Biografie

### Jonge jaren
In 1946 verhuisden Karels ouders, die boeren waren, naar een boerderij op 3,5 hectare grond in Arendonk.
Zijn eerste stappen in de duivensport zette hij op 12-jarige leeftijd onder impuls van zijn oom Jan Bols. Succes bleef aanvankelijk uit, met uitzondering van enkele fraaie resultaten die behaald werden met duiven van Adriaan Wouters. In 1961 bezocht Karel ten slotte, samen met zijn vader, de hokken van Jos van den Bosch in Berlaar waar 5 duiven werden aangekocht. Deze duiven zouden de basis vormen voor het ras Meulemans, samen met een duivin van Wouters die in 1969 werd ingebracht bij de vorming van de tandem Wouters-Meulemans.

### Wouters-Meulemans

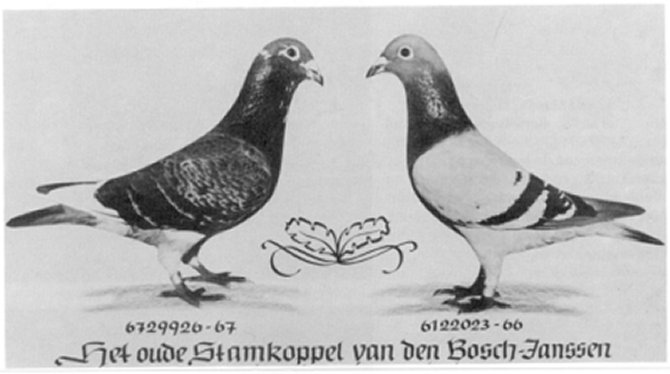
Gouden Stamkoppel

Uit het stamkoppel "Oude van den Bosch x Blauw Janssen" werd een aantal topduiven gekweekt zoals Merckx, Junior, Kadet, Piet, Witneus, Schoon Donker, Liebling, Prins, Madelon en Benjamin. Deze duiven lagen niet alleen aan de basis van het succes van de Meulemansduiven zelf, maar presteerden eveneens uitstekend op de hokken van vele andere liefhebbers. Talloze overwinningen en Olympiadeduiven werden nationaal en internationaal met het Meulemansras behaald. De topjaren bereikte het Wouters-Meulemans-team in 1973 en 1974 toen er 32 eerste prijzen werden gewonnen en 180 prijzen in de top 10. In 1975 echter kwam er door het overlijden van Adriaan Wouters een einde aan de samenwerking. De Wouters-Meulemans-verzameling duiven werd semi-totaal verkocht.

### Meulemans-Mariën
In 1976 werd een nieuw team gevormd tussen Meulemans en Wouters’ schoonzoon, Frans Mariën. Opnieuw zorgde Meulemans, die zijn handen vol had op zijn boerderij, voor de kweek van de duiven, terwijl Mariën het spelende lid van het team was. Tussen 1976 en 1980 behaalde de Mariën-Meulemans-tandem successen die deze van het vroegere Wouters-Meulemans-team minstens evenaarden. De dominantie van Mariën en Meulemans was dermate groot dat ze in de Zuiderkempen in 1978 zelfs werden uitgesloten in de halvefondwedstrijden. Naast de nakomelingen van het 'Gouden Stamkoppel' "Oude Van den Bosch x Blauw Janssen" zorgden ook de afstammelingen van een nieuw kweekpaar "Blauwe Saelen x Oud Bourgeske" voor uitstekende resultaten. Mariëns harde methode van spelen, waarbij soms tot twee derde van het wedstrijdduivenbestand verloren ging tijdens het seizoen, zorgde wel voor toenemende wrevel bij 'kweker' Meulemans. Hij kreeg echter zelf niet de tijd om de samenwerking te beëindigen. In april 1980 pleegde Mariën zelfmoord. Door een clausule in het samenwerkingscontract dienden alle wedstrijd- én kweekduiven openbaar te worden verkocht met 20 duiven in bis, waarbij Meulemans evenveel diende te betalen voor de 20 duiven die hij behield als hun bisnummers in de verkoping hadden opgebracht. Om zijn kostbare collectie kweekduiven nog gedeeltelijk te kunnen redden diende Meulemans dus een financiële aderlating te ondergaan, die hem voorgoed een aversie bezorgde tegen het spelen in team met andere liefhebbers.

### Meulemans-Damen
Vanaf 1981 ging Meulemans samenwerken met zijn dochter en schoonzoon. Ondanks het feit dat de nieuwe Meulemans-Damen-tandem kon beschikken over een hok kweekduiven duurde het tot 1984 vooraleer een eerste prijs Etampes de comeback van de Meulemansduiven aankondigde. Datzelfde jaar werden ze Kampioen Jaarlingen Halve Fond in Arendonk. Het succes was echter van korte duur. In 1985 werden 21 vliegduiven uit het hok gestolen, waaronder 2 van de 4 duiven die het kampioenschap hadden helpen winnen. De zwaarste klap incasseerde het hok Meulemans echter het jaar daarop, toen dieven, ondanks een alarmsysteem, aan de haal gingen met 29 topduiven. Tussen 1986 en 1989 deed Meulemans dan ook niets anders dan het kweek- en vlieghok opnieuw trachten op te bouwen. Hij maakte dan maar meteen van de gelegenheid gebruik om over te schakelen op de fond. Deze afstanden hadden eigenlijk altijd al Meulemans' passie gevormd, maar zijn vroegere teamgenoten Wouters en Mariën hadden nooit iets willen weten van het spel op de lange afstand.

### De jaren 90
De Meulemansduiven van de oude lijn werden aangevuld met duiven van Karel Schellekens, Marien Pieterse, Georges Bolle en Van Gils. Deze 'nieuwe' Meulemansduiven plaatsten Karel begin jaren 90 terug op de kaart met overwinningen op o.a. Bourges, Montargis, Melun, Argenton en Limoges. Een duivenruil met Leo Broeckx bleek eveneens een schot in de roos. De duif die Broeckx van Meulemans kreeg werd de vader van zijn Olympiadeduif te Bazel in 1997. Broeckx’ duif werd op zijn beurt op Meulemans' hok vader van Jonge Kadet (1e Limoges, 1e Brive en 2e Châteauroux). Duiven als Kadetje 2 (1e Bourges, 1e Argenton en 7e Nationaal Argenton) en Den Brave (1e Narbonne, 1e Montauban en 1e Châteauroux) waren in deze periode de belangrijkste in het hok Meulemans. In 1995 plaatste Donkere Dax de kers op de taart met een Nationale overwinning van Dax. Fraaie resultaten op Brive en Cahors leverden Donkere Dax ook de 8e Nationale Asduif Fond-titel op. In 1996 werd een nieuw succesvol trio geboren: Pantani, 590 en 591 wonnen in fondtoppers als Brive en Marseille. Voor Meulemans was dit het hoogtepunt in zijn carrière. In 1999 won hij het Nationale Fondkampioenschap.

### Vanaf 1999

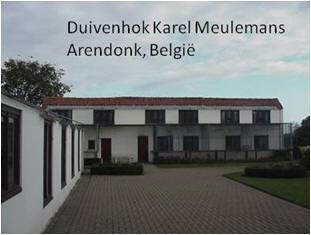
Duivenhokken (2011)

Na het succes in 1999 drukken de Meulemansduiven nog regelmatig hun stempel op het fondgebeuren. Nieuwe overwinningen op Marseille, Cahors, Montauban, Bordeaux, Béziers, enz. bevestigden de blijvende waarde van de Meulemansduiven voor de duivensport. Ondertussen blijft het ras onder impuls van Meulemans verder evolueren. Nieuwe kruisingen, o.a. met de Florizooneduiven, moeten de toekomst veilig stellen zonder daarbij de waarde van de oude Van den Bosch x Janssen-stam uit het oog te verliezen.